# Оксфорд (Ајдахо)
Оксфорд (енгл. Oxford) град је у америчкој савезној држави Ајдахо.

## Демографија
По попису из 2010. године број становника је 48, што је 5 (-9,4%) становника мање него 2000. године.
| Група             | 2000.      | 2010.      |
| Белци             | 50 (94,3%) | 45 (93,8%) |
| Афроамериканци    | 0 (0,0%)   | 0 (0,0%)   |
| Азијати           | 0 (0,0%)   | 0 (0,0%)   |
| Хиспаноамериканци | 3 (5,7%)   | 0 (0,0%)   |
| Укупно            | 53         | 48         |